# Bosquerola de Paria
La bosquerola de Paria (Myioborus pariae) és un ocell de la família dels parúlids (Parulidae).

## Hàbitat i distribució
Habita la selva pluvial de les muntanyes del nord-est de Veneçuela.